# La barricata
La barricata (The Barricade) è un dipinto a olio del pittore statunitense George Bellows, realizzato nel 1918. Il dipinto fa parte della collezione del museo d'arte di Birmingham, in Alabama. Dall'opera è stata tratta anche una litografia su carta, oggi conservata all'istituto d'arte di Minneapolis.

## Storia
Commosso dai resoconti delle atrocità commesse contro i civili durante la prima guerra mondiale, George Bellows si allontanò dai suoi dipinti abituali e dipinse cinque grandi tele "di guerra" per attirare l'attenzione sulle condizioni difficili dei civili. L'opera La barricata è una rappresentazione artistica degli incidenti avvenuti durante l'invasione tedesca del Belgio nell'agosto del 1914, quando i tedeschi costruirono delle barricate e usarono i civili belgi come scudi umani. Dato che Bellows non assistette agli eventi bellici, l'artista statunitense Joseph Pennell lo accusò di non avere il diritto di dipingere La barricata, al che Bellows rispose di non essere a conoscenza del fatto che Leonardo da Vinci "avesse un biglietto per dipingere l'Ultima cena".

## Descrizione
L'opera raffigura i cittadini di un paese belga, uomini, donne e bambini, usati come scudi umani da una soldataglia di invasori tedeschi. Nel dipinto queste persone che fanno da scudi umani sono nude, anche se questo non corrisponde esattamente alla realtà: infatti, i rapporti di questi incidenti provano che gli invasori non avevano sottoposto le loro vittime a una tale forma di umiliazione. L'artista, comunque, decise di rappresentare così queste figure per sottolineare la loro fragilità e accostarle alle raffigurazioni dei santi martiri nei dipinti dei secoli passati. Le mani rivolte verso l'alto, ossia verso il cielo, richiamano l'attenzione degli spettatori sulla loro condizione di sottomissione. I soldati dell'esercito imperiale tedesco (riconoscibili per le uniformi verde scuro e l'elmetto prussiano) si trovano dietro di loro e puntano le loro armi e le loro baionette. Sullo sfondo si trovano degli alberi e una casa.